# Stressfractuur
Een stressfractuur  is een incomplete botbreuk (fractuur). De breuk wordt veroorzaakt door ongewone of herhaalde belasting op het bot. Dit in tegenstelling tot andere types van breuken die gewoonlijk veroorzaakt worden door een enkele, ernstige impact.
Een stressfractuur kan beschreven worden als een kleine snee of breuk in het bot. De breuk komt voornamelijk voor in botten die het gewicht dragen, zoals de tibia en de metatarsalia (botjes van de voet). Stressfracturen zijn een veelgezien sportletsel, meer dan de helft van de gevallen zijn geassocieerd met het beoefenen van atletiek.

## Klachten
Een stressfractuur gaat gewoonlijk gepaard met slechts enkele symptomen. De fractuur kan zich presenteren als een pijnlijke zone al dan niet bij het steunen op het aangedane bot. Bij lopen veroorzaakt een stressfractuur meestal veel pijn bij het begin, matige pijn in het midden en weer veel pijn bij het beëindigen van en na het lopen.

## Diagnose
Een stressfractuur kan gediagnosticeerd worden na een medisch interview en onderzoek door een arts. Verder gespecialiseerd onderzoek is niet noodzakelijk voor de diagnose. Een röntgenopname vertoont meestal geen positief resultaat bij een stressfractuur, een CT-scan of een MRI-scan zijn in onduidelijke gevallen echter wel effectief.